# Giovanni Caracciolo
Pour les articles homonymes, voir Caracciolo.
Giovanni Caracciolo (parfois francisé en Jean Caraccioli), né à une date inconnue dans la seconde moitié du XIVe siècle et mort en 1432, était un gentilhomme napolitain, secrétaire et favori de la reine Jeanne II de Naples

## Biographie
Giovanni Caracciolo fit arrêter en 1416 Jacques II de Bourbon, mari de la reine, et le força à fuir. Il triompha aussi d'un rival dangereux, Giacomo Attendolo, surnommé Muzzo ou Muzio, dit Sforza (le Fort), comte de Cotignola, et le fondateur de la dynastie des Sforza, condottiere originaire de Romagne, au service des rois angevins de Naples.
Il se fit nommer grand sénéchal, duc de Venosa et comte d'Avellino. Il exigeait encore de nouvelles faveurs, lorsque Jeanne, lasse de subir son joug, donna l'ordre de l'arrêter : les émissaires, sous prétexte de résistance, le tuèrent dans sa chambre (1432).